# Neretvanska lađa
Lađa, zbog svoje autohtonosti u delti Neretve, poznata i kao Neretvanska lađa, tradicionalno je plovilo u ovoj najjužnijoj dolini u Hrvatskoj.

## Povijest
Stotinama godina, sve do početka 1970-ih godina, lađe su bile osnovno teretno prijevozno sredstvo u dolini Neretve, za razliku od trupica, koje su bile svojevrsno "osobno" prijevozno sredstvo.
Prema pučkom vjerovanju postanak i naziv lađe temelji na nazivu jednog njezinog dijela - kobilice, također tradicionalnom i autohtonom neretvenskom plovilu, koju puk naziva trupom ili trupicom. Produženjem dna trupe i dizanjem boka novim daskama, "mala" trupa prerasta u lađu.
Takvim podrijetlom trupe vezuju se s pojmom copula, primitivnog čamca koji je bio poznat duž hrvatske obale. Prvi podatci o copulima u Neretvi pripadaju mletačkim izvorima iz XVII. stoljeća, i "Kronici fra Pavla Šilobadovića o četovanju u Primorju (1662. – 1686.)":
| „                                                                                | 1665. miseca ilinšćaka na 12. Alibegović iz Gabele, samo 18 junaka u 3 čopule, otiđe na more u Korčulanski školj i uhiti 2 divojke... | ” |
| — S. Zlatović, "Kronika o. Pavla Šilobadovića o četovanju u Primorju (1662-86.)" | |   |

Prema tim i drugim podatcima, i po broju ljudi u jednom copulu, šestorica, trebalo bi zaključiti da se radi o većem čamcu, te da Mlečani neretvanske copule izjednačuju s barkama ili čamcima. U tom slučaju ime čopula ili čopul odnosi se na veći neretvanski čamac, dakle lađu. 
Pred Drugi svjetski rat lađe su pojedinačno imale i svoja imena, bilo zemljopisna kao "Hrvatska", "Zagreb", "Kozjak", "Vis"; opća kao "Vila", "Vezir"; vlastita kao "Marita"; ili pridjevna kao "Nevridna", zbog toga što ih je pod vlastitim imenom trebalo prijaviti lučkom uredu koji bi im tada izdao i prijavni broj.

## Građa
██ Kolumba
██ Karine
██ Stolac
██ Centa
Lađa se sastoji od sljedećih dijelova: 

#### Trup
- Kolomba ili trup (kobilica) je na dnu, visoka 15 cm, okovana željeznom šinom, okovom;
- Karine prema naprijed zaoštrene, dižu se od kolombe ukoso prema provi i krmi;
- Bande se priljubljuju na karine. Bande se prave od više dasaka i ovalno se sužavaju prema kobilici;
- Lukoć je drveno rebro koje ima oblik luka tupog kuta od 130 stupnjeva. Kostur lađe čine 23 lukoća od dva komada, i po pet krajnjih lukoća s prove i krme, koji se nazivaju samotvorcima ili kenjčićima i od jednog su komada, dakle ukupno 33 lukoća;
- Škaram (ručka za veslo), nalazi se na krmi s lijeve strane između sedmog i osmog lukoća te između drugog i trećeg ili trećeg i četvrtog s desne strane. Škarmi, kad se ne upotrebljavaju, skidaju se;
- Škarmenica je uporište u kojem stoji škaram, koja uglavljena između dva lukoća s tresom (poprečnim drvom);
- Centa je obod uokolo lađe s unutrašnje strane. Ona ide povrh lukoća ili tako da su ovi u nju usječeni;
- Štrop ili gužva (krug konopa) u koji se uglavljuje parić ili timun (dugačko veslo za upravljanje lađom) nalazi se na krmi;
- Igla, komad željeza na koji se pričvršćuje sindžir (lanac) nalazi se na provi i na krmi.

#### Ostali dijelovi
- Stolac je u sredini lađe pričvrščen za lukoče, s rupom u sredini u koju je zataknut jambor (jarbol) koji služi za idrenje i lancanje. Jambor je visok 4 do 5 metara. U svome dnu, zbog učvršćenja, ulazi u lukoć u kojemu je rupa. Jambor nekad služi i kao veslo, a na njega može doći i zastava;
- Idro (jedro) kod idrenja ide na jambor, podiže se pomoću retenja (konopa), preko žabe ili taje (kolotura);
- Retenja je konop kojim je jambor kod idrenja učvršćen prema krmi za centu, dok se uže kojim je idro vezano za centu na provi zove škota;
- Na svom vrhu idro je nategnuto na lantinu (motku);
- Bižonjini su konopi za skupljanje idra;
- Lancana je konop kojim se lađa lanca (vuče) kod lancanja;
- Neretvanske lađe nemaju kormilo, zbog toga što većinom voze po plitkim vodama. Umjesto kormila upotrebljavaja se parićem, veslom dugim 4 metra koje sastoji se od držalice (suženog dijela, odnosno ručke za držanje parića) i palice (proširenog spljoštenog, lopatastog dijela za upravljanje u vodi). I manja vesla na lađi zovu se parići, a obično ih ima četiri do pet.

#### Dodatci
- Šešula, posebno napravljena kanta za izbacivanje vode;
- Katanac (lokot);
- Sindžir (lanac);
- Skala, daska koja se upotrebljava kao mostić za prijelaz s lađe na kopno.

#### Dimenzije
U dnu su duge 3,40 do 4,10 metara, u vrhu oko 8 metara. Široke su u sredini za teret 3,10 metara do 3,40 metara (negdje 2 do 3 m). Sa strana je visoka 0,80 do 1,5 metra, a rijetko i manje od 60 do 70 centimetara. Bez tereta gaz joj je oko 0,25 metara. Karine (grede od kobilice do vrhova pramca i krme) su duge 1,60 metara. Nosivost je 25-35 kvintala, što je ovisno o dimenzijama.

## Plovidba

### Parićanje
Parićanjem (veslanjem) se vesla uz rijeku ili uopće kada je teret težak, veslači sjede leđima okrenuti provi, a ako je lađa prazna ili plovi niz rijeku, prvi veslač sjedi leđima okrenut provi, a drugi veslač može sjedati gledajući u provu. Obično veslaju dva prva vesla. Rjeđe s po četiri vesla jer obično smeta teret. Timunava (kormilari) se na krmi, parićem, nešto kraćim veslom ili čak i veslom od trupe koje se provuče kroz gužvu ili štrop na krmi. Kad se kormilari veslom, nekad se postavljaju dva vesla; jedno desno, drugo lijevo na krmi. Timuni se nizvodno. 

### Lancanje
Lađa se još pokreće lancanjem, kada lađu uzvodno vuče konj u pratnji ljudi, najčešće žena, ako se i vuče mješovito, žene idu prve, a na kraju reda je najviši čovjek, sa svrhom da prebacuje konop preko visokih predmeta uz obalu. Lancanu (konop), se drži na ramenu suprotnom od rijeke tako da ne klizi s ramena. Brzina vožnje odgovara brzini hoda pješaka. Konop je debeo 10 milimetara, a dug je od 30 do 50 metara. Vezuje se za vrh jambora (jarbola).

### Idrenje
Najrijeđi način plovidbe lađom je idrenje (jedrenje), kada se na jambor (jarbol) stavlja idro (jedro) i plovi uz pomoć vjetra, uglavnom po sredini Neretve ili morem.

### Motor
Lokalni poljoprivrednici i danas koriste lađe i trupe za prijevoz proizvoda cijelom dolinom, kanalima do tržnica uz rijeku Neretvu, ali se u današnje vrijeme lađa sve manje koristi tradicionalnim oblicima plovidbe, te se uglavnom njome upravlja izvanbrodskim motorom pričvršćenim na krmi.

## Uporaba
Lađa se u prošlosti, u vrijeme prije motorizacije, upotrebljavala u najraznovrsnije svrhe; za prijevoz životinja, poljoprivrednih proizvoda (prilikom prijevoza grožđa nakon trganja (berbe), zanalo ga se gazati (gnječiti)), trave, gnojiva, sijena, slame, žala (pijeska, kaže se: "Žalo izide trupu"), drva, služilo je za prijevoz namještaja, prijevoz ljudi, za sprovode. na lađi su se prevozili i svatovi okićeni hrvatskim zastavama i borovim granama, uz pjesmu i harmonikašku pratnju. S lađama se išlo u lov na jegulje na velikim jarugama.
Lađa može prevoziti od 30 do 35 ljudi i velike terete između 2,5 i 3,5 tone. Osim u svakodnovnoj neretvanskoj uporabi, tereti su se lađom prebacivali do Pelješca, Hvara, Makarske i druge bliže okolice na moru, ali samo u vrijeme bonace. Veliki teret lađa može ponijeti zbog svojih velikih bokova i velike razvraćenosti strana. Lađa se koristila cijelodnevno tijekom čitave godine.
Vijek trajanja lađe je vrlo dug, kako zbog kvalitete materijala, tako i zbog njene vrijednosti za ljude, pa je boljim čuvanjem lađa mogla dosegnuti starost čak između 80 i 100 godina. Iznajmljivanje lađe naplaćivalo se u visini težačke dnevnice.

## Zanimljivosti
- Nagrada grada Metkovića nosi naziv "Lancarice" i krasi je reljef lancarica, žena koje vuku lađu, autora kipara Živana Bjelovučića.
- Lađa je osnovno sredstvo u današnjoj turističkoj ponudi u dolini Neretve. S lađom se rade kružni obilasci doline mnogobrojnim močvarnim kanalima i Neretvinim rukavcima, tzv. "Safari Neretvom", a često se na njoj poslužuju i obroci tijekom takvih izleta.
- Do posebnog izražaja korisnosti lađa došlo je za vrijeme velikih poplava u Metkoviću u zime 2010. i 2011. godine, kada su zbog plitkog gaza uz trupu bile praktički jedino prijevozno sredstvo kroz ulice Metkovića s desne strane Neretve.[4]
- Veterani 4. gardijske brigade, obilježavajući 20. godišnjicu 4. gardijske brigade i prisjećajući se borbe za neovisnu Hrvatsku, 24. lipnja 2011. godine su se izvornom neretvanskom lađom uputili na veslački maraton od Prevlake do Maslenice.[5]
- Tradicija života s trupom i lađom, plovilima doline Neretve nalazi se na popisu nematerijalnih kulturnih dobara RH.[6]

## Maraton lađa
Najveće zasluge za očuvanje, revitalizaciju, kao i za promociju lađe pripadaju Maratonu lađa, amaterskom sportskom natjecanju ovim tradicionalnim autohtonim neretvanskim plovilima, koje se održava se jednom godišnje, druge subote u kolovozu, na relaciji od Metkovića do Ploča dugoj 22,5 kilometara, pod visokim pokroviteljstvom Predsjednika Republike u organizaciji Udruge lađara Neretve.
Natjecateljska lađa mora biti tradicijskog oblika i prema dimenzijama propisanih pravilnikom s točno utvrđenim brojem i dimenzijama lukoća (rebara). Trup lađe mora biti od drveta, s točno određenom debljinom daske. Vesla su tradicijskog oblika, od drveta kao i parić (kormilo) koji je oblika dužeg vesla i ne može biti kraći od 3,8 m.
S obzirom na to da je tijekom godina bilo nedozvoljenih pokušaja da se lađa učini bržom, Udruga lađara je uz pomoć sponzora dala izgraditi standardizirane lađe koje zadovoljavaju pravilnik maratona. Te 33 lađe su u vlasništvu Udruge lađara Neretve, služe isključivo u svrhu natjecanja na maratonu, i na njima nisu dopuštene nikakve preinake.

## Vanjske poveznice
- Čamac Hrvatska tehnička enciklopedija, portal hrvatske tehničke baštine. LZMK